# اندیس ماکو (خان گلی)
ماکو (خان گلی) یک اندیس فلزی است که در حوالی شهر سیه چشمه استان آذربایجان غربی قرار دارد و مادهٔ معدنی موجود در آن، جیوه است.